# Fiodor Kostikow
Fiodor Michajłowicz Kostikow (ros. Фёдор Михайлович Костиков, ur. 23 lutego 1920 we wsi Siergijewskoje (obecnie Pławsk), zm. 25 października 1995 w Moskwie) – radziecki lotnik wojskowy, pułkownik, Bohater Związku Radzieckiego (1946).

## Życiorys
Od 1931 mieszkał w Moskwie, gdzie w 1938 skończył szkołę zawodową, później pracował jako ślusarz-mechanik w fabryce, w 1940 ukończył aeroklub. Od stycznia 1941 służył w armii, w lipcu 1941 ukończył Armawirską Wojskową Wyższą Szkołę Lotniczą Pilotów Obrony Powietrznej, później służył w Siłach Powietrznych Frontu Dalekowschodniego, a od kwietnia 1943 do maja 1945 uczestniczył w wojnie z Niemcami jako lotnik, starszy lotnik i dowódca klucza 43 pułku lotnictwa myśliwskiego. Walczył na Froncie Północno-Kaukaskim, Południowym, 4 Ukraińskim, 3 i 1 Białoruskim, brał udział w wyzwoleniu Kubania, południowej Ukrainy, Krymu i Białorusi i w operacji wiślańsko-odrzańskiej, pomorskiej i berlińskiej. W czasie wojny wykonał 223 loty bojowe i stoczył 69 walk powietrznych, w których strącił osobiście 15 i w grupie 9 samolotów wroga. W 1946 ukończył wyższą szkołę oficerską sił powietrznych w Lipiecku, do 1949 służył w Grupie Wojsk Radzieckich w Niemczech m.in. jako zastępca dowódcy eskadry, w 1954 ukończył Akademię Wojskowo-Powietrzną w Monino, później był zastępcą dowódcy pułku i szefem sztabu pułku lotniczego w Białoruskim Okręgu Wojskowym i oficerem Zarządu 73 Armii Powietrznej w Turkiestańskim Okręgu Wojskowym, w kwietniu 1960 zwolniono go do rezerwy. Następnie został szefem działu kadr w fabryce, 1961-1963 był inżynierem w Ministerstwie Łączności ZSRR, później inżynierem w przedsiębiorstwach obronnych i Naukowo-Badawczym Instytucie Techniki Próżniowej, a 1974-1983 inżynierem w moskiewskiej fabryce przyrządów elektropróżniowych.

## Odznaczenia
- Złota Gwiazda Bohatera Związku Radzieckiego (15 maja 1946)
- Order Lenina (15 maja 1946)
- Order Czerwonego Sztandaru (dwukrotnie – 27 marca 1944 i 15 czerwca 1945)
- Order Wojny Ojczyźnianej I klasy (dwukrotnie – 8 kwietnia 1944 i 11 marca 1985)
- Order Wojny Ojczyźnianej II klasy (12 stycznia 1944)
- Medal „Za zasługi bojowe”
- Medal „Za obronę Kaukazu”
- Medal „Za zwycięstwo nad Niemcami w Wielkiej Wojnie Ojczyźnianej 1941–1945”
- Medal „Za wyzwolenie Warszawy”
- Medal za Odrę, Nysę, Bałtyk (Polska Ludowa)

I radzieckie medale jubileuszowe.